# Întâlnire cu surprize (film din 2005)
Întâlnire cu surprize sau Crăciun la Boston (titlu original: Christmas In Boston) este un film de Crăciun comedie-romantică americano-canadian de televiziune din 2005 regizat de Neill Fearnley. Rolurile principale au fost interpretate de actorii  Marla Sokoloff și Patrick J. Adams.
Acesta a fost difuzat pentru prima oară în Statele Unite la 14 decembrie 2005 pe canalul ABC Family în cadrul emisiunii de programe de Crăciun 25 Days of Christmas. Este cunoscut în unele țări ca Instant Message.

## Prezentare
Gina și Seth au ajuns să fie prieteni prin corespondență când erau în clasa a VI-a. În prezent, 13 ani mai târziu, cei doi încă își mai scriu unul altuia dar încă nu s-au întâlnit.  Ea este jurnalistă în timp ce el este inventator de jucării. O oportunitate apare atunci când este organizată o convenție a producătorilor de jucării în Boston. Cei doi decid să se întâlnească, dar singura problema este că nu știu cum arată celălalt, ei au făcut schimb comun de poze în care sunt prieteni de a-i lor care arată mai bine. Când se întâlnesc pentru prima oară nu se lasă cu focuri de artificii. Se vor descoperi oare ei reciproc înainte de a fi prea târziu?

## Distribuție
- Marla Sokoloff ca Gina
- Patrick J. Adams ca Seth
- Lindy Booth ca Ellen
- Jonathan Cherry ca Matt
- Shawn Lawrence ca Mr. Dugan
- Art Hindle ca Mr. Howard
- Len Silvini ca Vendor
- Neill Fearnley ca Sullivan